# Trichiana
Trichiana est une ancienne commune italienne de la province de Belluno dans la région Vénétie en Italie. Elle a fusionné le 30 janvier 2019 avec les municipalités de Lentiai et Mel pour former Borgo Valbelluna.

## Géographie
Commune située au nord de Venise

### Hameaux
Trichiana, Pialdier, Casteldardo, Cavassico inferiore, Cavassico Superiore, Morgan, Carfagnoi, S. Antonio Tortal, Confos, Campedei, Pranolz.

## Administration
| Période                                  | Période | Identité | Étiquette | Qualité |
| ---------------------------------------- | ------- | -------- | --------- | ------- |
|                                          |         |          |           |         |
| Les données manquantes sont à compléter. |         |          |           |         |

### Jumelages
- Saubens (France)[2].